# Andrej Lemanis
Andrej Marcus Lemanis (Melbourne, 18 de março de 1969) é um treinador de basquetebol australiano. Atualmente é o treinador principal da Seleção Australiana.

## Biografia
Aposentou-se como jogador de basquete em 1992 após ser campeão da NBL pelo extinto South East Melbourne Magic e iniciou sua carreira em 1996 como assistente de treinador no Geelong Super Cats  onde ficou uma temporada para em seguida transferir-se para o Townsville Crocodiles também como assistente onde ficou até 2005 e auxiliou a equipe a conquistar o título da NBL de 2001.
Após esse período de aprendizado, Lemanis transferiu-se para o New Zealand Breakers onde pôde exercer pela primeira vez a função de treinador principal. No comando dos Breakers Lemanis igualou o feito de Brian Goorjian ao conquistar 3 titulos consecutivos da NBL (2011, 2012 e 2013).
Seu sucesso não passou despercebido dos dirigentes australianos que em 2009 o nomearam o assistente técnico da Seleção Australiana e em 2013 assumiu como o principal treinador dos Boomers.

## Carreira de Treinador
1996 – Geelong Supercats (NBL) - Assistente
1998-2005 – Townsville Crocodiles (NBL) - Assistente
2004 – Austrália Sub21 Masculino Team - Assistente
2005-2013 – New Zealand Breakers (NBL) - Treinador
2009-2012 –Austrália - Assistente
2013-presente – Austrália - Treinador